# 白沙島 (澎湖)
白沙島，面積13.8763平方公里，是澎湖縣白沙鄉之中最大的島嶼，地形全島由南傾斜至北逐漸平坦，與北海的離島分開，和西嶼連接。產有嘉寶瓜、澎湖絲瓜、哈密瓜，也被稱作是瓜果的故鄉。
島嶼北岸因佈滿珊瑚碎屑細沙，經過長期時間的堆積，便形成一大片的白色沙灘，因而被命名為「白沙」。根據澎湖縣民政局2008年八月統計人口資料共有5384人，白沙島可分為中屯、講美、城前、鎮海、港子、歧頭、赤崁、瓦硐、後寮、通梁等村落。

## 景點
中屯風力區：
風力發電廠位於白沙鄉中屯村，是澎湖第三代風力發電機。在2001年正式運轉，共有8座風車，入口處設有觀海公園和一個小涼亭。
澎湖水族館：
位於澎湖白沙鄉岐頭村58號，佔地2.5公頃有二層樓高，並設有觸摸區可與海中小生物做第一類接觸。
通梁古榕：
通梁村保安宮前有棵歷史悠久古榕樹，推算至少活了一百年。整棵樹共計有95根氣根。覆蓋面積有660平方公尺，是全澎湖最古老的一棵榕樹。
跨海大橋：
於1965年完工，1996年拓寬完成為雙車道新橋。整座橋全長共計2494公尺，橫跨西嶼與白沙島，是澎湖首座具規模的大橋。橋與西嶼交界處，有澎管處設置的遊客服務中心，可供休息使用。
北海遊客服務中心：
位於澎湖縣白沙鄉赤崁村37－4號，提供北海旅遊諮詢與購票、解說等服務，並設有候船室。

## 圖片集

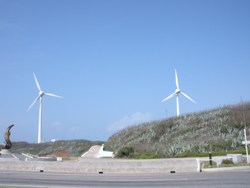
中屯風車
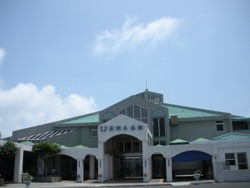
澎湖水族館
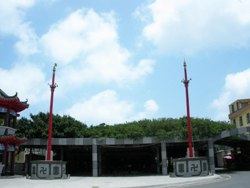
通梁古榕
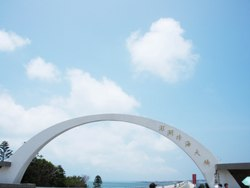
跨海大橋